# Ginásio Paulo Sarasate
O Ginásio Paulo Sarasate é um ginásio brasileiro, localizado em Fortaleza, Ceará. Pertence à Prefeitura Municipal de Fortaleza. Nele funciona a Secretaria de Esporte e Lazer de Fortaleza, órgão responsável por sua administração. Possui capacidade atual total para 8.822 espectadores, sendo 7.308 lugares na arquibancada superior, 1.474 lugares nas cadeiras e 40 lugares reservados para PCD.

## Histórico
A construção do ginásio teve início em 5 de maio de 1963, na gestão do ex-prefeito Murilo Borges (1963-1967) produto de um esforço desenvolvido junto ao governo federal através do então Dep. Paulo Sarasate garantindo mais de 70 milhões de cruzeiros, com os trabalhos perdurando todo o mandato do ex-prefeito José Walter Cavalcante (1967-1971).
O nome do ginásio homenageia Paulo Sarasate Ferreira Lopes, ex- governador do Estado do Ceará e foi inaugurado em 24 de setembro de 1971, pelo então prefeito Vicente Fialho e o governador do Ceará, César Cals,  e contou com a presença de mais de 2 mil autoridades e convidados especiais e mais outros 15 mil espectadores.
O evento de inauguração foi a partida de futebol de salão entre Sumov, da casa, e Palmeiras, termiando 2 x 1 para o time visitante. Durante o intervalo da partida, o maestro cearense Eleazar de Carvalho, um dos cinco mais celebrados regentes à época, foi homenageado com as medalhas da Abolição, através do Governo do Estado do Ceará, do Mérito Municipal oferecida pela Prefeitura de Fortaleza e do Mérito Cultural da Universidade Federal do Ceará.
No dia 25 de março de 1980, a cúpula do ginásio cede em consequência do desgaste natural da estrutura, mas devido o fato ter ocorrido durante a madrugada, não houve ninguém ferido com gravidade. O ginásio seria reaberto em 14 de dezembro do mesmo ano, com um jogo de futebol de salão entre o Sumov e San Jorge, da Argentina.
A última grande reforma aconteceu entre os anos de 1997 e 2000, na gestão do ex-prefeito Juraci Magalhães, com o custo total da obra chegando ao R$5.090.213,83. Com a modernização, o ginásio recebeu nova iluminação, sonorização, elevadores, setor de imprensa e tribuna de honra, as antigas escadarias, muito íngremes, que davam acesso ao anel superior, foram trocadas por novas escadas e rampas helicoidais, foram criados setores dedicados para pessoas portadoras de deficiência física, auditório, 06 (seis) vestiários, sendo 04 (quatro) para atletas e 02 (dois) para árbitros, sala vip, alojamentos, aumento nas dimensões da quadra poliesportiva para 20m x 40m, troca das cadeiras, corrimões, portões, além de nova comunicação visual.
Um fato muito curioso é que a Prefeitura de Fortaleza só tomou posse de fato e de direito do terreno onde se encontra o ginásio, no ano de 2011, após decisão da 4ª vara da Fazenda Pública da Comarca de Fortaleza, de acordo com o processo Nº0092784-73.2008.8.06.0001, julgando procedente a ação de usucapião impetrada pelo ente público, por entender que o município vinha investindo no imóvel por quase 40 anos, através de reformas e eventos esportivos.
No mês seguinte, no dia 16 de novembro, o grupo Harlem Globetrotters se apresentou no local.
O "Paulo Sarasate" abrigou vários shows e eventos públicos. No esporte tem abrigado jogos de vários campeonatos desde o âmbito local até internacional como a Taça Brasil de Futsal e o Grand Prix de Futsal.